# Carlos Bianchi
Carlos Bianchi (Buenos Aires, Argentina, 26 d'abril de 1949) és un ex futbolista i entrenador argentí, anomenat «Virrey».
Com a jugador va destacar per la seva capacitat golejadora, essent històricament el jugador argentí que més gols ha convertit en torneigs de primera divisió, amb 385 gols en 546 partits (mitjana de 0,71), la qual cosa el situa en el lloc núm. 13 de la taula de màxims golejadors de tots els temps de la FIFA.
A l'Argentina va jugar al Club Atlético Vélez Sarsfield de Buenos Aires, amb el qual es va consagrar campió en el Campionat Nacional de 1968 i golejador del torneig en el Campionat Nacional de 1970, el Campionat Metropolità de 1971 i el Campionat Nacional de 1981. A França va jugar principalment per l'Stade de Reims on va ser golejador de tres campionats (1974, 1976 i 1977), i el Paris Saint-Germain FC, amb qui va ser màxim golejador de la lliga en dues oportunitats (1977-78 i 1978-79).
Com a director tècnic va destacar en els clubs Vélez Sarsfield i Boca Juniors de Buenos Aires, amb els quals va obtenir 7 títols nacionals i 8 copes internacionals, incloent 3 cops la Copa Intercontinental.

## Clubs

### Com a jugador
| Club                 | País      | Any       |
| -------------------- | --------- | --------- |
| Vélez Sarsfield      | Argentina | 1967-1973 |
| Stade de Reims       | França    | 1973-1977 |
| Paris Saint-Germain  | França    | 1977-1979 |
| Racing de Strasbourg | França    | 1979-1980 |
| Vélez Sarsfield      | Argentina | 1980-1984 |
| Stade de Reims       | França    | 1984-1985 |

### Com a entrenador
| Club                | País      | Any       |
| ------------------- | --------- | --------- |
| Stade de Reims      | França    | 1984-1988 |
| Paris Saint-Germain | França    | 1988-1989 |
| Olympique de Niza   | França    | 1989-1990 |
| Paris Saint-Germain | França    | 1990-1991 |
| Vélez Sarsfield     | Argentina | 1993-1996 |
| Roma                | Itàlia    | 1996      |
| Boca Juniors        | Argentina | 1998-2001 |
| Boca Juniors        | Argentina | 2003-2004 |
| Atlètic de Madrid   | Espanya   | 2005-2006 |

## Palmarès com a jugador

### Campionats nacionals
| Títol    | Club            | País      | Any  |
| -------- | --------------- | --------- | ---- |
| Nacional | Vélez Sarsfield | Argentina | 1968 |

### Distincions individuals
| Distinció                                                        | Any  |
| ---------------------------------------------------------------- | ---- |
| Màxim golejador de la Lliga argentina                            | 1970 |
| Màxim golejador del Metropolitano de la Lliga argentina          | 1971 |
| Màxim golejador de la Lliga francesa                             | 1974 |
| Màxim golejador de la Lliga francesa                             | 1976 |
| Màxim golejador de la Lliga francesa                             | 1977 |
| Màxim golejador de la Lliga francesa                             | 1978 |
| Màxim golejador de la Lliga francesa                             | 1979 |
| Màxim golejador de la Lliga argentina                            | 1981 |
| 13è Major Golejador de Primera Divisió del Món de tots els Temps | 2006 |

## Palmarès com a entrenador

### Campionats nacionals
| Títol            | Club            | País      | Any  |
| ---------------- | --------------- | --------- | ---- |
| Torneig Clausura | Vélez Sarsfield | Argentina | 1993 |
| Torneig Apertura | Vélez Sarsfield | Argentina | 1995 |
| Torneig Clausura | Vélez Sarsfield | Argentina | 1996 |
| Torneig Apertura | Boca Juniors    | Argentina | 1998 |
| Torneig Clausura | Boca Juniors    | Argentina | 1999 |
| Torneig Apertura | Boca Juniors    | Argentina | 2000 |
| Torneig Apertura | Boca Juniors    | Argentina | 2003 |

#### Copes internacionals
| Títol                 | Club            | País      | Any  |
| --------------------- | --------------- | --------- | ---- |
| Copa Libertadores     | Vélez Sarsfield | Argentina | 1994 |
| Copa Intercontinental | Vélez Sarsfield | Argentina | 1994 |
| Copa Interamericana   | Vélez Sarsfield | Argentina | 1996 |
| Copa Libertadores     | Boca Juniors    | Argentina | 2000 |
| Copa Intercontinental | Boca Juniors    | Argentina | 2000 |
| Copa Libertadores     | Boca Juniors    | Argentina | 2001 |
| Copa Libertadores     | Boca Juniors    | Argentina | 2003 |
| Copa Intercontinental | Boca Juniors    | Argentina | 2003 |

### Distincions individuals
| Distinció                          | Any  |
| ---------------------------------- | ---- |
| Millor Entrenador de Clubs del Món | 1993 |
| Millor Entrenador de Clubs del Món | 2000 |
| Millor Entrenador de Clubs del Món | 2003 |